# بوت‌استراپ (الکترونیک)
در زمینه الکترونیک، یک مدار بوت‌استراپ به شکلی است که بخشی از خروجی یک طبقه تقویت‌کننده به ورودی اعمال می‌شود، بنابراین می‌تواند امپدانس ورودی تقویت‌کننده را تغییر دهد. هنگامی که عمداً اعمال می‌شود،  هدف معمولاً افزایش و نه کاهش امپدانس است. بطور کلی، هر تکنیکی که بخشی از خروجی سیستم در هنگام راه‌اندازی استفاده می‌شود، به عنوان بوت‌استراپ توصیف می‌شود. 
در حوزه مدارهای ماسفت، بوت‌استراپ کردن معمولاً به معنی کشیدن نقطه کار ترانزیستور بالاتر از خط منبع تغذیه است. همین اصطلاح برای تغییر بیشتر پویایی نقطه کار تقویت‌کننده عملیاتی (با تغییر در هردو خط تغذیه مثبت و منفی آن) به منظور افزایش تغییرات ولتاژ خروجی آن (نسبت به زمین) بطور کلی استفاده می‌شود. به تعبیری که در این پاراگراف استفاده می‌شود، بوت‌استراپ کردن یک تقویت‌کننده عملیاتی به معنای «استفاده از سیگنال برای راه‌اندازی نقطه مرجع منبع تغذیه آپ‌امپ» است. استفاده پیشرفته‌تر از روش بوت‌استراپ کردن خط تغییر ویژگی غیرخطی C/V ورودی‌های آپ‌امپ جی‌فت به منظور کاهش اعوجاج آن است.

## امپدانس ورودی

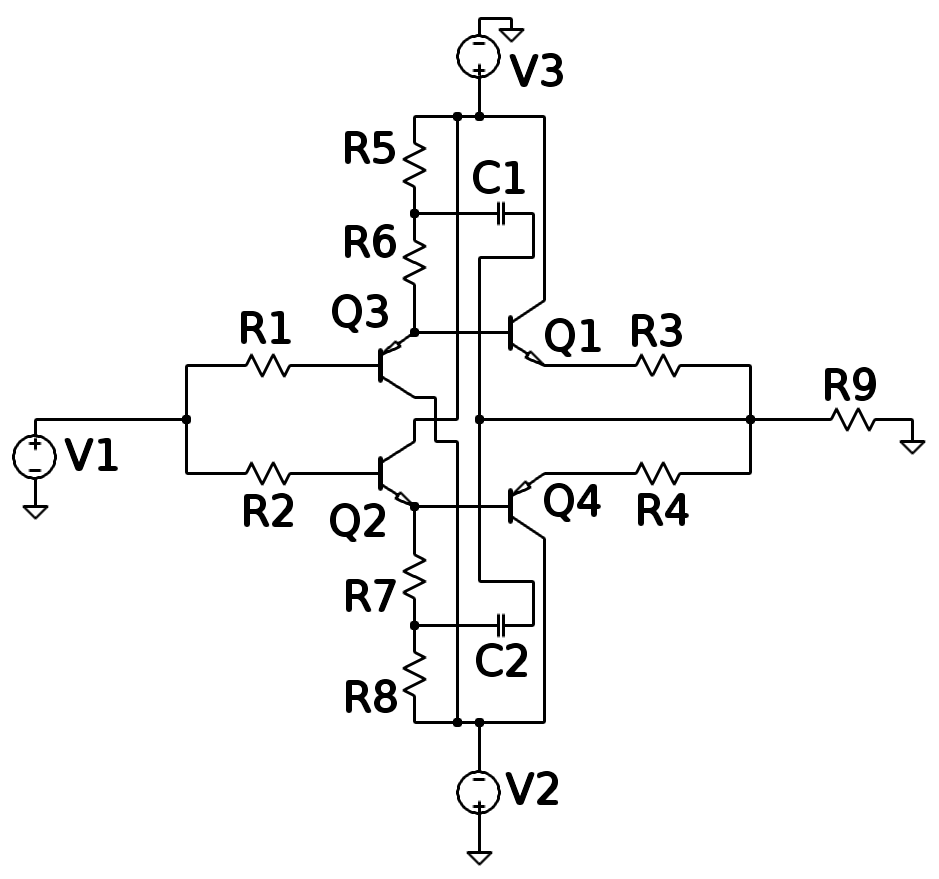
خازن‌های بوت‌استراپ C1 و C2 در یک مدار بی‌جی‌تی امیتر پیرو

در طرح‌های مدار آنالوگ، یک مدار بوت‌استراپ چیدمانی از اجزای است که عمداً برای تغییر امپدانس ورودی یک مدار در نظر گرفته شده‌اند. معمولاً با استفاده از مقدار کمی بازخورد مثبت، معمولاً در دو طبقه، امپدانس افزایش می‌یابد. این اغلب در روزهای اولیه پیدایش ترانزیستورهای دوقطبی، که ذاتاً امپدانس ورودی واقعاً کمی دارند، ضروری بود. از آنجا که بازخورد مثبت است، چنین مدارهایی در مقایسه با مدارهایی که بوت‌استراپ ندارند، از پایداری ضعیف و عملکرد نویزی رنج می‌برند. 